# تصوير مقطعي للشبكة
التصوير المقطعي للشبكة هو دراسة الخصائص الداخلية لـ الشبكة باستخدام المعلومات المشتقة من البيانات الطرفية. وتستخدم كلمة التصوير المقطعي لربط المجال من حيث المفهوم بالعمليات الأخرى التي تستنتج الخصائص الداخلية لشيء ما من الملاحظة الخارجية كما هو الحال في التصوير بالرنين المغناطيسي أو التصوير المقطعي بالإصدار البوزيتروني (رغم ذلك يشير المصطلح التصوير المقطعي تحديدًا إلى التصوير بالتقسيم). ويعد المجال تطورًا حديثًا في الهندسة الكهربية وعلوم الحاسب، تأسس في 1996. ويؤيد التصوير المقطعي للشبكة فكرة أنه من الممكن وضع خريطة لبيانات المسار من خلال الإنترنت من خلال فحص المعلومات من «عقد طرفية» وهي أجهزة الحاسب التي تترسخ البيانات وتطلب من خلالها.
وهذا المجال مفيد للمهندسين لتطوير شبكات حاسوب أكثر كفاءة. يمكن استخدام البيانات المأخوذة من التصوير المقطعي للشبكة لرفع جودة الخدمة من خلال تحديد فقد حزم الروابط وزيادة تحسين التوجيه.

## أحدث التطورات
هناك عديد من الأبحاث والأدوات المنشورة في مجال التصوير المقطعي للشبكة تهدف إلى مراقبة سلامة العديد من الارتباطات في أي شبكة في الوقت الفعلي. ويمكن تصنيفها إلى فقدان التصوير المقطعي وتأخيره. يمكنك العثور على ملخص في  و 

### التصوير المقطعي للفقد
يهدف التصوير المقطعي للفقد إلى العثور على الارتباطات «المفقودة» في أي شبكة من خلال إرسال «مجسات» من نقاط مفضلة مختلفة في الشبكة أو الإنترنت. يشتمل العمل المنشور في هذا المجال (ولا يقتصر) على، و 

### التصوير المقطعي للتأخير
جذب مجال التصوير المقطعي للتأخير أيضًا الانتباه في الماضي القريب. وهدف إلى العثور على تأخيرات ارتباط باستخدام مجسات طرفية ترسل من نقاط مفضلة. يمكن أن يساعد ذلك على عزل ارتباطات تتسب في إحداث تأخيرات كبيرة متسلسلة تحدث بسبب الازدحام. تشتمل الأبحاث المرتبطة على واحد بواسطة تسانغ أيت آل (Tsang et al). لمرتبطة على واحد بواسطة تسانغ أيت آل 

## استخدامات أخرى
يشتمل مجال التصوير المقطعي للشبكة أيضًا على استنتاج الهيكل الشبكي باستخدام المجسات الطرفية. واكتشاف مخطط الشبكة يكون طريقة مفاضلة بين الدقة في مقابل ارتفاع النفقات. في التصوير المقطعي للشبكة، يكون التركيز على الوصول إلى صورة دقيقة للشبكة بأقل التكاليف. وبالمقارنة، فإن الطرق الأخرى لاكتشاف مخطط الشبكة التي تستخدم بروتوكول إدارة الشبكات البسيطة (SNMP) أو تحليلات المسارات تهدف إلى تحقيق دقة أعلى مع انخفاض النفقات.
تشتمل أمثلة تطبيقية أخرى على التصوير المقطعي للشبكة على البحث عن ارتباطات تشترك بواسطة مسارات عديدة (ويمكن أن تصبح عقبات محتملة مستقبلاً).